# Língua lepôntica
O lepôntico é um idioma celta extinto que era falado em partes da Récia e da Gália Cisalpina (hoje Itália Setentrional) entre 700 a.C. e 400 a.C.. Às vezes chamado de celta cisalpino, ele é considerado um dialeto do gaulês, assim, um idioma celta continental (Eska 1998).
O idioma é conhecido somente através de algumas inscrições descobertas que foram escritas no alfabeto de Lugano, uma das cinco variedades de alfabetos itálicos setentrionais, derivado do alfabeto estrusco. Essas inscrições foram encontradas em uma área cujo centro é em Lugano, incluindo o Lago di Como e o Lago Maggiore. Métodos similares de escrita foram usados para se escrever as línguas rética e vêneta, e os alfabetos rúnicos germânicos provavelmente derivam da escrita pertencente a esse grupo.

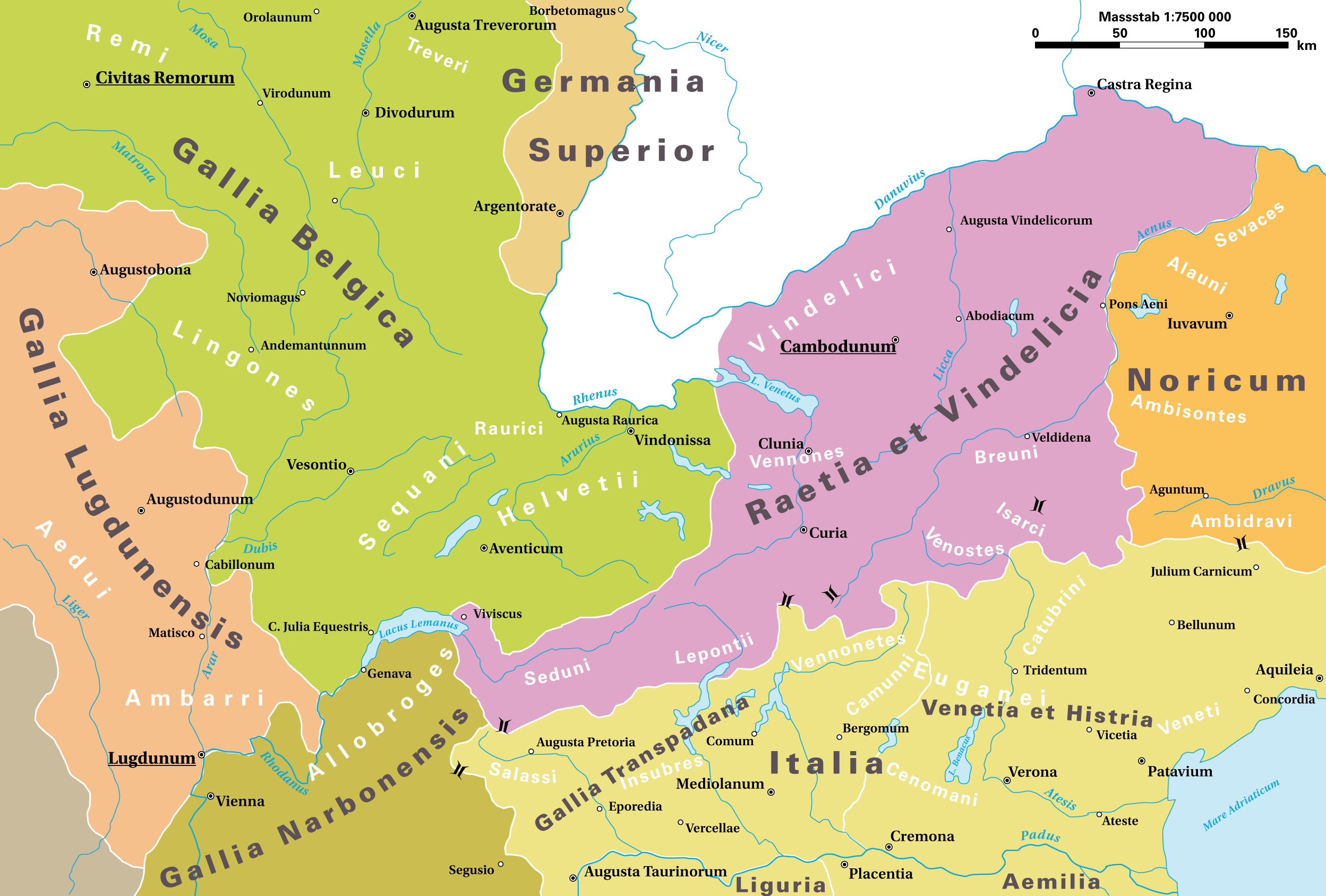
Mapa mostrando áreas dos Insubres e dos Leponti na Galia Traspadana

O lepôntico foi assimilado primeiro pelo gaulês, com o assentamento de tribos gaulesas ao norte do Rio Pó, e depois pelo latim, após a República Romana ter tomado controle da Gália Cisalpina durante o final do século II a.C. e no século I a.C..
O agrupamento de todas essas inscrições em uma única língua celta é contestado, e algumas (incluindo especificamente todas as mais antigas) são consideradas como estando em uma língua não-celta relacionada com o lígure (Whatmough 1933, Pisani 1964). Nessa teoria, que foi a predominante até por volta de 1970, lepôntico é o nome correto para a língua não-celta, enquanto que a língua celta deve ser chamada de gaulês cisalpino. Após Lejeune (1971), o consenso passou a ser o de que o lepôntico deveria ser classificado como uma língua celta, ainda que possivelmente tão divergente quanto o celtibérico e, em todo caso, bastante distinto do gaulês cisalpino. Apenas nos últimos tem havido uma tendência a identificar o lepôntico e o gaulês cisalpino como a mesma língua.).
Embora a língua receba seu nome pela tribo dos lepontinos, que ocuparam partes da antiga Récia, especificamente uma área alpina que se estendia pelas Suíça e Itália modernas e que fazia fronteira com a Gália Cisalpina, o termo é atualmente usado por muitos celtistas com referência a todos os dialetos celtas da Itália antiga. Esse uso é contestado por aqueles que continuam a ver os lepontinos como uma das várias tribos nativas pré-romanas dos Alpes, bastante distintos dos gauleses que invadiram as planíces do norte da Itália em épocas históricas.
As inscrições lepônticas mais antigas datam de antes do século V a.C., com o item do Castelletto sopra Ticino datando do século VI a.C. e o de Sesto Calende sendo possivelmente do século VII a.C. (Prosdocimi, 1991). O povo que fez essas inscrições é identificado hoje em dia com a cultura Golasecca, à qual foi atribuída uma identidade celta (De Marinis, 1991). A data de extinção do lepôntico só é inferida pela ausência de inscrições posteriores.

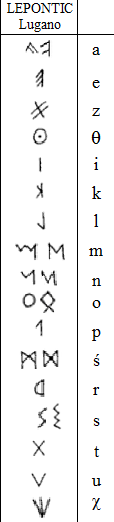
Alfabeto Lepôntico